# Psychoda duplilamnata
Psychoda duplilamnata és una espècie d'insecte dípter pertanyent a la família dels psicòdids que es troba a Àsia: Taiwan.